# Rafael Oropesa Clausín

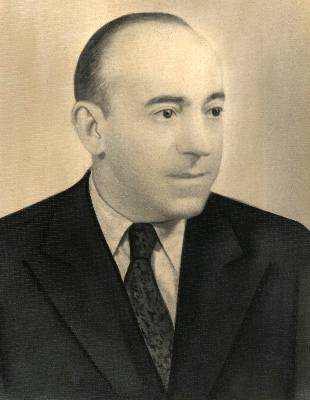
Rafael Oropesa Clausín

Rafael Oropesa Clausín (Madrid, 1891  – Mexico-Stad, 12 oktober 1944) was een Spaans componist, dirigent en musicus.

## Levensloop
Oropesa Clausín werd na zijn muziekstudie muzikant in de beroemde Banda Municipal de Madrid. Op 22 juli 1936, vier dagen na het uitbreken van de burgeroorlog, werd hij benoemd tot dirigent van de voormalige muziekkapel van de 11e Divisie, die nu tot muziekkapel van het vijfde regiment (Quinto Regimiento) verklaard werd. Dit orkest bestond uit 32 muzikanten en heeft gedurende de hele oorlog aan vele fronten (Eerste slag om Madrid (7-23 november 1936); Slag bij de Jarama (6-24 februari 1937; Slag bij Brunette (6-26 juli 1937); Slag bij de Ebro (24 juli - 18 november 1938)) prestaties gebracht. Deze medewerking werd door Frédéric Rossif in zijn film "Morir en Madrid" opgepikt. In februari 1939 emigreerden verschillende leden van het orkest samen met hun dirigent Oropesa Clausín naar Frankrijk. Oropesa Clausín bleef in Frankrijk tot 25 mei 1939 en was lid van een ensemble met de naam "Madrid". Op 28 mei 1939 moest hij met het schip Sinaia om politieke redenen in ballingschap naar Mexico en na 19 dagen kwamen zij aan in de haven van Veracruz. Maar het leven in Mexico was voor Oropesa Clausín zeer moeilijk. Oropesa Clausín overleed op 12 oktober 1944 aan het gevolg van een gebarsten aneurysma.
Oropesa Clausín werkte eveneens als componist. Samen met Florencio Ledesma schreef hij de paso doble Domingo Ortega voor zijn vriend en matador Domingo González, genoemd "Dominguín", en vader van de stierenvechters Domingo, Pepe en Luis Miguel op een tekst van Salvador Mauri. Deze paso doble is een van de meest uitgevoerde in de Spaanse arena's. Een andere "klassieker" in de arena's is de paso doble Chiclanera, die hij samen met Luis Vega Pernas en Antonio Carmona Reverte schreef. Dit werk werd in het hele land zeer bekend, omdat het door de acteur en kunstenaar "Angelillo", (Ángel Sampedro Montero) in de film Centinela, alerta (1936) gezongen werd. Een curiosum is het auteurschap van Madrid, Madrid, Madrid, dat immers aan de Mexicaanse componist en zanger Agustín Lara toegeschreven werd. Door onder andere de componist Carmelo Bernaola kwam aan het daglicht, dat de auteur Rafael Oropesa Clausín is.

## Composities

### Werken voor harmonieorkest
- 1929 ¡Si vas a París, papá!, one-step (samen met Florencio Ledesma Estrada)
- 1930 Alfredo Corrochano, paso doble (samen met: Florencio Ledesma Estrada) - tekst: Salvador Mauri
- 1930 El bombero torero, paso doble (samen met: Florencio Ledesma Estrada) - tekst: Fidel Prado
- 1930 Pepe Amorós, paso doble (samen met: Florencio Ledesma Estrada)
- 1931 Domingo Ortega, paso doble (samen: Florencio Ledesma Estrada)[1][2] - tekst: Salvador Mauri
- 1932 ¡Comunista!, one-step voor zangstem en harmonieorkest (samen met: Florencio Ledesma Estrada) - tekst: Manuel Álvarez Díaz, Rafael Ortega Lissón
- 1932 La vuelta de Belmonte, paso doble (samen met: Florencio Ledesma Estrada) - tekst: Alejo León Montoro, Ángel Sanz González
- 1933 Curro Caro, paso doble (samen met: Florencio Ledesma Estrada) - tekst: Fidel Prado
- 1936 Chiclanera, paso doble (samen met: Florencio Ledesma Estrada, Antonio Carmona Reverte) - tekst: Luis Vega Pernas
- 1950 Antoñito Maravilla, paso doble (samen met: Florencio Ledesma Estrada)
- ¡Aún hay clase!, schottisch (samen met: Florencio Ledesma Estrada)
- Carlos Arruza
- Chiquichi, dans (samen met: Florencio Ledesma Estrada)
- Diego de los reyes
- El mago de la muleta, paso doble
- El ultimo brindis
- Elegante y castizo, schottisch (samen met: Florencio Ledesma Estrada)
- Ése es el mío, paso doble
- Evocación cubana, habañera (samen met: Florencio Ledesma Estrada)
- Juan ábreme la hucha, rumba (samen met: Florencio Ledesma Estrada)
- Lavapiés 53, schottisch (samen met: Florencio Ledesma Estrada)
- Majas y majos de "Estampas madrileñas" (samen: Florencio Ledesma Estrada)
  1. Tirana de Lavapiés
  2. El organillo ha vuelto
  3. Coplas y requiebros
  4. Estampas madrileñas
- Paco Marcos, paso doble (samen met: Florencio Ledesma Estrada)
- Por la puerta grande, paso doble (samen met: Florencio Ledesma Estrada)

### Liederen
- 1936 Amparo, walslied voor zangstem en harmonieorkest (samen met: Florencio Ledesma Estrada) - tekst: Francisco Baró
- 1936 El tartanero de Alcira, Valenciaans lied voor zangstem en harmonieorkest (samen met: Florencio Ledesma Estrada)
- Si vas a París, papá, couplet - tekst: Manuel Álvarez Díaz
- Madrid, Madrid, Madrid